# Derywacja (socjologia)
Derywacja – nienaukowe rozumowanie polegające na logicznych i pozornie logicznych uzasadnieniach ludzkiego działania oparte na rezyduach, a w małym stopniu lub w ogóle niebiorące pod uwagę doświadczenia. Pojęcie zostało wprowadzone do socjologii przez Vilfreda Pareto w Traktacie o socjologii ogólnej, opublikowanym w 1916 roku.
Derywacje powstają jako wnioski bądź sofizmaty z rezyduów. Odpowiadają wnioskom logicznym i opisom doświadczeń w taki sposób, w jaki rezydua odpowiadają zasadom i twierdzeniom naukowym, a derywaty oparte na rezyduach i derywacjach odpowiadają teoriom naukowym, wyprowadzonym z wcześniej sformułowanych twierdzeń. Charakterystyczne dla derywacji jest to, że:
- w przypadku zniszczenia rezyduum jest ono zastępowane innym, aby jednostka używająca derywacji mogła osiągnąć ten sam cel;
- podobnie w przypadku wykazania błędów logicznych w derywacji, zastępowana jest ona inną;
- siła wniosku osłabia się, gdy pod wpływem wnioskowania rezydua są zastępowane przez logiczne rozumowanie;
- w rozumowaniu opartym na derywacjach nie są koniecznie logiczne implikacje.

Pareto wyróżnił cztery klasy derywacji:
1. Stwierdzenia:
  - niezależne od doświadczenia;
  - przejawy rezyduów, będące „wyjaśnieniami” poprzez wyrażenie uczuć wspólnych dla nadawcy i odbiorcy;
  - przekształcające fakty subiektywne („tak odczuwam”) w fakty obiektywne („tak jest”).
2. Odwołania do autorytetu:
  - jednostki lub wielu ludzi;
  - obyczajów i zwyczajów;
  - istoty boskiej bądź personifikacji.
3. Zgodność z uczuciami odbiorcy przedstawianymi jako zasada (zgodność z uczuciami wszystkich, większości), w tym:
  - wnioskowanie opierające się na aprobacie wielu (wszystkich);
  - narzucenie jednostce sposobu działania jako właściwego i zatarcie w ten sposób różnicy interesów jednostki i zbiorowości;
  - odwoływanie się do interesu zbiorowości, aby osiągnąć cele partykularne, osobiste;
  - twierdzenia o historycznych prawach i stosunkach moralnych jako absolutnych i istniejących zawsze;
  - twierdzenia odwołujące się do zgodności z pojęciami metafizycznymi i abstrakcjami zapewniającymi dobro, takimi jak „Ludzkość”, „Postęp” itp.;
  - twierdzenia będące wyjaśnieniami „pozadoświadczalnymi”, charakterystyczne dla myślenia magicznego.
4. Derywacje słowne, oparte na nieodpowiadających rzeczywistości niejednoznacznym określeniom, budzące uczucia przez sposób rozumowania:
  - derywacje powstające przez stosowanie nieprecyzyjnych (nieokreślonych) terminów (dużo, mało) do rzeczy realnych lub odwrotnie, jak w przypadku sofizmatu „sorite”;
  - stosowaniu terminów mających wywołać odpowiednie uczucia przy stwierdzeniach, np. wybieranie między wyrażeniami handel ludźmi i handel żywym towarem, egzekucja i morderstwo, partyzanci i terroryści;
  - używanie terminów wieloznacznych oraz określanie danych rzeczy jednym terminem, aby wydłużyć derywację i przez to wywołać i ugruntować uczucia, a ukryć fakty;
  - podawanie metafor, analogii i alegorii jako dowodów, stosowane przez metafizyków i teologów;
  - używanie niemających odpowiednika w rzeczywistości nieprecyzyjnych pojęć w celu wywołania wrażenia, że mówi się o „wielkich tajemnicach”.